# Eagle (condado de Waukesha, Wisconsin)
Eagle es un pueblo ubicado en el condado de Waukesha en el estado estadounidense de Wisconsin. En el Censo de 2010 tenía una población de 3.507 habitantes y una densidad poblacional de 38,71 personas por km².

## Geografía
Eagle se encuentra ubicado en las coordenadas 42°53′35″N 88°29′8″O / 42.89306, -88.48556. Según la Oficina del Censo de los Estados Unidos, Eagle tiene una superficie total de 90.61 km², de la cual 88.27 km² corresponden a tierra firme y (2.58%) 2.34 km² es agua.

## Demografía
Según el censo de 2010, había 3.507 personas residiendo en Eagle. La densidad de población era de 38,71 hab./km². De los 3.507 habitantes, Eagle estaba compuesto por el 97.72% blancos, el 0.37% eran afroamericanos, el 0.34% eran amerindios, el 0.51% eran asiáticos, el 0.06% eran isleños del Pacífico, el 0.29% eran de otras razas y el 0.71% pertenecían a dos o más razas. Del total de la población el 2.34% eran hispanos o latinos de cualquier raza.